# Lennart Koskinen

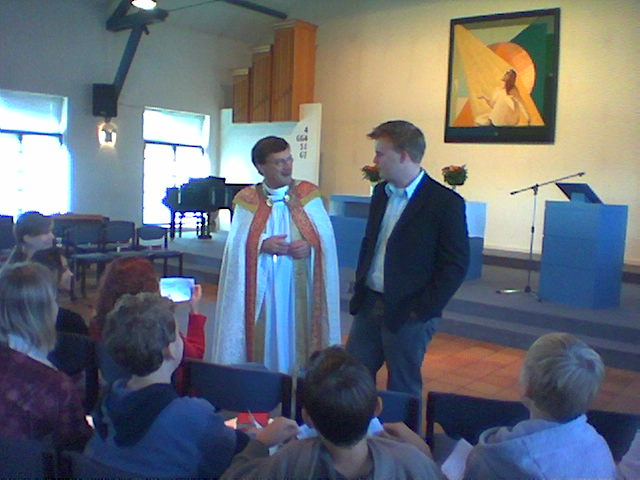
Bischof Lennart Koskinen

Lennart Koskinen (* 12. November 1944 in Helsinki) ist ein schwedischer lutherischer Bischof.

## Leben
Koskinen wurde 1944 in Helsinki geboren. Nach seiner Schulzeit studierte Koskinen Theologie und wurde 1980 an der Universität Uppsale zum Dr. theol. promoviert. Anschließend arbeitete er in verschiedenen Gemeinden in Stockholm und Uppsala, zuletzt von 2001 bis 2003 als Dompropst an der St.-Nikolai-Kirche (Storkyrkan) in Stockholm. 2003 wurde er zum Bischof der Schwedischen Kirche in Visby gewählt. Nachdem er im März 2011 emeritiert worden war, trat er der Partei Kristdemokraterna bei und wurde 2012 in deren Parteiführung gewählt.